# Mali Siget, Banatul de Nord
Mali Siget (maghiară Sziget, română Sighetul Torontal) este o localitate în Districtul Banatul de Nord, Voivodina, Serbia. Etnia sârbă este predominanta iar populația a fost de 247 la ultimul recensământ (2002).